# Kato (продюсер)
Kato (справжнє ім'я: Крістофер Джу) — американо-корейський музичний продюсер. У 2006 переїхав до Атланти. За свою кар'єру співпрацював з Діззі Райтом, Джарреном Бентоном та ін. Псевдонім походить від «Зелений Шершень», телешоу 60-их, де Брюс Лі грає роль Kato. У вересні 2013 підписав контракт з незалежним лейблом репера Hopsin, Funk Volume, на продюсування.

## Ранні роки
У Дрексельському університеті у Філадельфії заснував разом з другом із середньої школи реп-дует C.U.R.E. (скор. від «Can't Underestimate Real Emcees»). У гурті був MC/продюсером під псевдонімом Inkarnation. Невдовзі видали 4-трековий демо-запис. Незабаром переїхав до Флавері-Бренч, штат Джорджія, де разом зі своєю родиною жив упродовж року і як Kato далі продюсував і записував музику.
За кілька років його батьки розлучилися. Kato переїхав до Атланти. 2 роки навчався у Державному університеті Джоржії, після чого покинув його, щоб остаточно сконцентруватися на музиці.

## Дискографія

### Студійні альбоми
- 2014: Kato's Revenge

### Міні-альбоми
- 2006: Kato EP
- 2015: Pathomania

### Мікстейпи
- 2007: Ears & Voices Mixtape
- 2009: T.I.M.E. Vol. 1
- 2010: T.I.M.E. Vol. 2
- 2011: T.I.M.E. Vol. 3
- 2012: A Kato Production

### Спродюсовані альбоми
- 2013: Джаррен Бентон — My Grandma's Basement (виконавчий продюсер)

### Спродюсовані треки
2008
- Above Ave — «Don't Be Hard On Yourself», «Every Time», «Sip of Life»

2009
- Томмі Лі Соул — «Go»
- Adrift da Belle — «Real Song»
- Dumbfoundead — «Rapper-O's»
- Thirsty Fish — «Party Snatchers»

2010
- Майк Петроун з участю Lil' Scrappy — «Crank It»
- Grady з уч. Roscoe Dash — «I Go Hard»
- The Canz з уч. Young Lyxx, Ніка Вілламора та FKi — «Bananas»
- Vox Merger — «More Reasons»

2011
- Джаррен Бентон — «Justin Bieber» (з уч. Елза Дженкінса), «Skitzo»[3]
- Елз Дженкінс — «Fallin' Off the Floor»

2012
- Елз Дженкінс — «Like It's 88», «That's Me», «Everything Foreign», «Numbers and Commas», «Type of Guy», «Boomin & Bunkin», «Clouds», «Vippin» (з уч. Трімма Марлі та Крука Брауна), «Every Color», «4 Phones», «Apartment 34»
- Діззі Райт з уч. Джаррена Бентона — «Hotel Stripper»
- Kalenna з уч. B Simm — «Put It in the Bag»

2013
- Джаррен Бентон — «Razor Blades & Steak Knives» (з уч. Hemi), «Life in the Jungle», «Don't Act», «My Adidas», «Bully» (з уч. Вінні Паза), «I Deserve It», «We On (My Own Dick)» (з уч. Діззі Райта та Pounds), «OJ» (з уч. Елза Дженкінс)
- Діззі Райт з уч. Джаррена Бентона та Торі Лейнза — «Step Yo Game Up»

2014
- Chamillionaire — «End of a Knife»

2015
- Джаррен Бентон — «You Don't Know Me» (з уч. Hemi), «Alladat», «W.H.W.» (з уч. Sy Ari da Kid), «Diamonds & Fur» (з уч. Rock City), «Hallelujah» (з уч. Діззі Райта та SwizZz), «Silence» (з уч. Саріни Домінґез)
- Трінідад Джеймс — «Fuck That Stre$$» (з уч. Scotty ATL)